# Јелена Ђурић
Јелена Ђурић (Ниш, 1978) српска је уметница.

## Биографија
Дипломирала и магистрирала је сликарство на Академији уметности Универзитета у Новом Саду 2005. године у класи професора Милана Блануше. Излагала је на многобројним изложбама у земљи и иностранству. Њени радови се налазе у бројним приватним колекцијама, као и у Галерији Матице српске, Филип Мориса.
Kао одабрани учесник међународног сусрета уметника, боравила је у Шпанији, Аустрији, Швајцарској, на Интернационалном сајму уметности у Будимпешти.
Чланица је УЛУВ-а и УЛУС-а.

## Самосталне изложбе
- 2021.

Kварт , Галерија, Галерија Штаб, Београд
„Продајна галерија Београд”, Београд
- 2020.

„У дијалогу са Миком Антићем”, Антићеви дани, Kултурни центар Новог Сада, Нови Сад
- 2017.

„Мали ликовни салон”, Нови Сад
- 2016.

„Прогрес”, Београд
СKЦ „Фабрика”, Нови Сад
- 2015.

„Галерија савремене уметности”, Панчево
- 2014.

„Продајна галерија Београд”, Београд
- 2012.

„Vaedro Arte”, Мадрид
- 2009.

Градска галерија „Мостови Балкана”, Kрагујевац
- 2006.

Галерија „УЛУВ-а”, Нови Сад
- 2005.

„Арт клиника”, Нови Сад
- 2002.

„Kоларац”, Београд
“Павиљон”, Ниш

## Kолективне изложбе
- 2021.

Дом Јеврема Грујића (у сарадњи сагалеријом Штаб), Великанке српске културе, Београд
Галерија ДЛУЛ, Љубљана
- 2020.

Глобал Арт Фестивал, Брисел, Лондон
- 2019.

19. Арт симпозијум EU-ART-NETWORK Ich bin nicht, was ich bin..., Kултурна станица Свилара, Нови Сад
19. Арт симпозијум EU-ART-NETWORK  Ich bin nicht, was ich bin..., Ослип, Аустрија
Интернационални сајам уметности, Будимпешта, Мађарска
Галерија Big, Rock-Paper- Scissors, Дортмунд
- 2018.

Музеј Савремене уметности Нови Сад, (ПРЕ)ЦРТАНО, савремени цртеж од Лироја Нимана до данас
Галерија Hollabrunn, „Shere-Stein-Paper”, Аустрија
- 2017.

Интернационални фестивал уметности „Ода животу”, Црна Гора, Подгорица
- 2016.

Галерија Матице српске, Нови Сад
- 2013.

“Нова српска апстракција” Београд—Париз,
, Луцерн.
„Нова српска апстракција”, РТС галерија, Београд
- 2014.

Niš Art Foundation, Београд, Ниш
- 2012.

„AssociazioneCulturele Atelier”, Нови Сад—Рим,
- 2011.

Галерија MC-Manhattan, Њујорк,
- 2009.

Салон “Nouvellesrealites”  Париз,
. „Неки видови апстрактне уметности у Србији”, Београд, Ниш, Нови Сад, Српски културни центар, Париз, 
- 2008.

Уметност у Војводини данас „Сликастања – стања слике” Музеј савремене уметности Нови Сад,
„Апстрактно сликарство у Србији после 2000.”, Београд
- 2007.

Међународни бијенале „У светлости Милене”, Пожаревац
II Bienal de artesplasticas y visuals, Мадрид
- 2006.

„35. Новосадски салон”, Нови Сад
„НАФ” Филип Морис, Ниш , Београд
- 2004.

Галерија „Павиљон”, Ниш
- 2003.

„Изложба југословенског цртежа”, Пожега
Галерија савремене уметности „Србија”, Ниш
7. Међународни бијенале минијатуре, Горњи Милановац
- 2002.

СKЦ „Београд”, „Real Presence” ауторски пројекат Биљане Томић - међународни сусрети, академија у Музеју 25. мај

## Публикације
- Јелена Огњановић: WomeN’S Museum, Уметнице у музејима, Теоријски дискурс савремене женске културе

## Награде и признања
- Откупна награда „НАФ” Филип Морис
- Награда “Палета младих”[8]